# San Dorligo della Valle
San Dorligo della Valle (Sloveens: Dolina) is een gemeente in de Italiaanse provincie Triëst (regio Friuli-Venezia Giulia) en telt 6019 inwoners (31-12-2004). De oppervlakte bedraagt 24,5 km², de bevolkingsdichtheid is 247 inwoners per km².

## Demografie
San Dorligo della Valle telt ongeveer 2512 huishoudens. Het aantal inwoners daalde in de periode 1991-2001 met 0,5% volgens cijfers uit de tienjaarlijkse volkstellingen van ISTAT. De meerderheid van de bevolking bestaat uit Slovenen.
| Jaar | Inwoneraantal |
| ---- | ------------- |
| 1991 | 5956          |
| 2001 | 5927          |

## Geografie
San Dorligo della Valle grenst aan de volgende gemeenten: Koper (Slovenië), Hrpelje-Kozina (Slovenië), Muggia (Milje), Sežana (Slovenië) en Triëst.

Het telt de volgende dorpen en woonkernen: Bagnoli della Rosandra (Sl.: Boljunec), Bottazzo (Sl.: Botač), Caresana (Sl.: Mačkolje), Crociata (Sl.: Križpot), Domio (Sl.: Domjo), Draga (Sl.: Draga), Francovez (Sl.: Frankovec), Grozzana (Sl.: Gročana), Lacotisce (Sl.: Lakotišče), Log - Mattonaia (Sl.: Log - Krmenka), Pesek (Sl.: Pesek), Prebeneg (Sl.: Prebeneg), Sant'Antonio in Bosco (Sl.: Boršt), San Giuseppe della Chiusa (Sl.: Ricmanje) en San Lorenzo (Sl.: Jezero).